# Denver Nuggets 1994-1995
La stagione 1994-95 dei Denver Nuggets fu la 19ª nella NBA per la franchigia.
I Denver Nuggets arrivarono quarti nella Midwest Division della Western Conference con un record di 41-41. Nei play-off persero al primo turno con i San Antonio Spurs (3-0).

## Roster
| N° | Naz.                   | Ruolo | Sportivo           | Anno | Alt. | Peso |
| -- | ---------------------- | ----- | ------------------ | ---- | ---- | ---- |
|    | Stati Uniti (bandiera) | A     | Cliff Levingston   | 1961 | 203  | 95   |
| 1  | Stati Uniti (bandiera) | G     | Mahmoud Abdul-Rauf | 1969 | 185  | 73   |
| 3  | Stati Uniti (bandiera) | GA    | Dale Ellis         | 1960 | 201  | 93   |
| 4  | Stati Uniti (bandiera) | G     | Darnell Mee        | 1971 | 196  | 79   |
| 5  | Stati Uniti (bandiera) | G     | Jalen Rose         | 1973 | 203  | 95   |
| 7  | Stati Uniti (bandiera) | G     | Eldridge Recasner  | 1967 | 191  | 86   |
| 8  | Stati Uniti (bandiera) | AC    | Brian Williams     | 1969 | 206  | 107  |
| 9  | Stati Uniti (bandiera) | G     | Greg Grant         | 1966 | 170  | 64   |
| 14 | Stati Uniti (bandiera) | G     | Robert Pack        | 1969 | 188  | 82   |
| 20 | Stati Uniti (bandiera) | A     | LaPhonso Ellis     | 1970 | 203  | 109  |
| 21 | Stati Uniti (bandiera) | A     | Tom Hammonds       | 1967 | 206  | 98   |
| 23 | Stati Uniti (bandiera) | G     | Bryant Stith       | 1970 | 196  | 94   |
| 34 | Stati Uniti (bandiera) | GA    | Reggie Williams    | 1964 | 201  | 86   |
| 35 | Stati Uniti (bandiera) | A     | Reggie Slater      | 1970 | 201  | 98   |
| 42 | Stati Uniti (bandiera) | A     | Mark Randall       | 1967 | 203  | 107  |
| 54 | Stati Uniti (bandiera) | A     | Rodney Rogers      | 1971 | 201  | 107  |
| 55 | Zaire (bandiera)       | C     | Dikembe Mutombo    | 1966 | 218  | 111  |

## Staff tecnico
- Allenatori: Dan Issel (18-16) (fino al 15 gennaio)[1], Gene Littles (3-13) (dal 15 gennaio al 20 febbraio)[2], Bernie Bickerstaff (20-12)
- Vice-allenatori: Gene Littles (fino al 15 gennaio e dal 20 febbraio), Mike Evans (fino al 20 febbraio)[3], Tom Nissalke (dal 16 gennaio)[4]